# Monique Smit (zangeres)

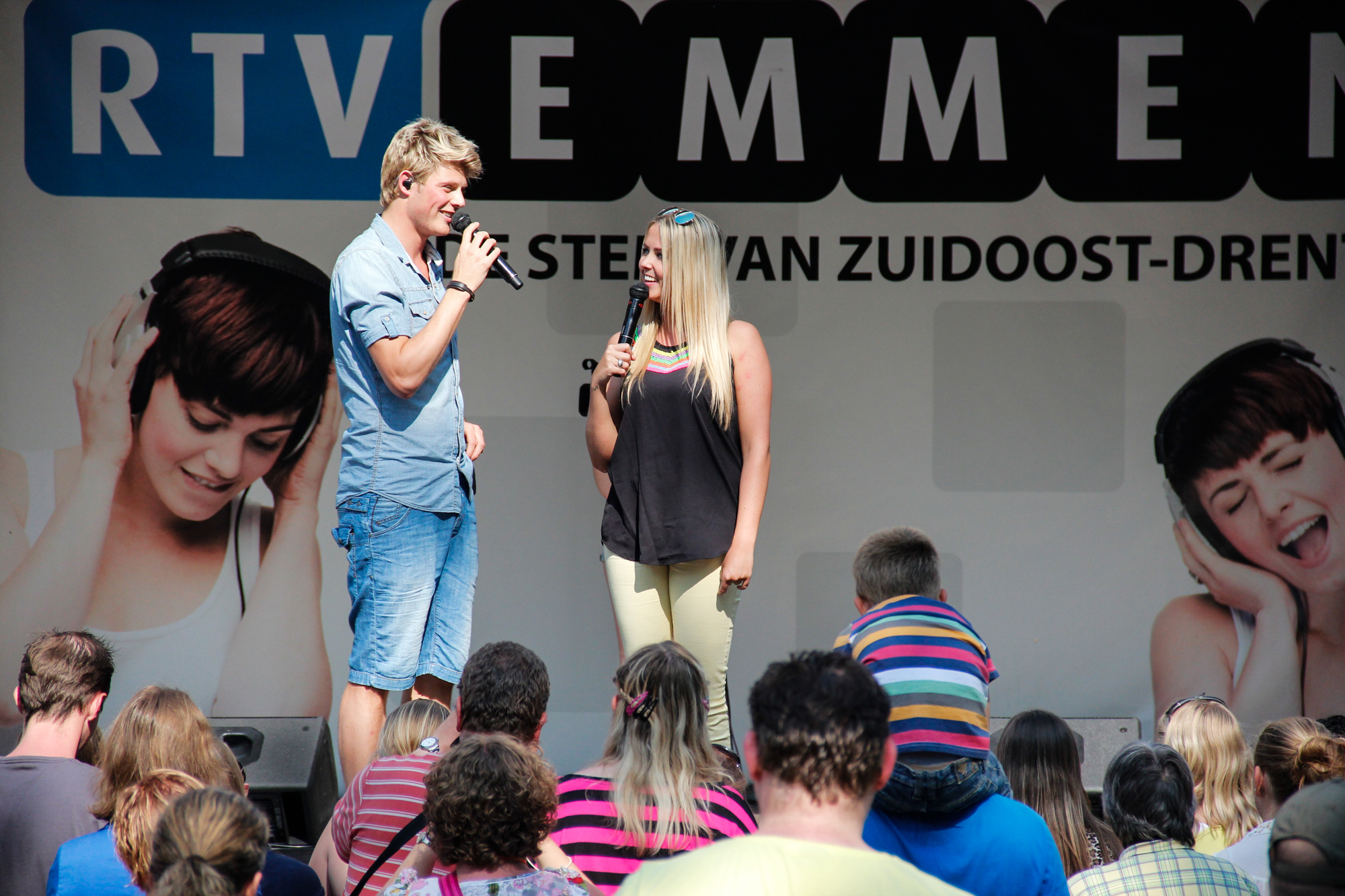
Smit en Tim Douwsma in 2013

Margaretha Geertruida Maria (Monique) Smit (Volendam, 9 april 1989) is een Nederlandse zangeres en televisiepresentatrice.

## Levensloop
Smit groeide op in Volendam, als jongste zus van Jan Smit. Na de lagere school deed ze vmbo op het Don Bosco College. Uiteindelijk behaalde zij haar Mavo-diploma. Hierna volgde zij nog een kappersopleiding.
Zij werd bekend op televisie met het programma Gewoon Jan Smit, een realitysoap van haar broer Jan Smit. In het voorjaar van 2007 deed ze mee aan het Tien-programma Just the Two of Us, waarin ze onder professionele begeleiding een muzikale carrière begon. Haar partner in dat programma was Xander de Buisonjé. Smit en haar partner verloren de finale van Edwin Evers en zijn partner Berget Lewis. Voordat ze deelnam aan het programma Just the Two of Us was Smit kapster.
Voor Kerst 2006 zong ze met broer Jan het liedje Kerst voor iedereen, dat als B-kant verscheen op de single Cupido. In 2007 tekende ze een platencontract, waarna haar eerste solosingle Wild eind juni uitkwam. Later dat jaar stond er een album gepland, maar dit werd uitgesteld, net als haar tweede single vanwege stemproblemen.
Eind 2007 tekende Smit een contract bij de TROS en na het uitbrengen van haar hit Wild werd ze gevraagd om het muziekprogramma Zapp Kids Top 20 te presenteren, omdat Elize het te druk had met haar muziekcarrière. Op 22 december 2007 werd de eerste uitzending uitgezonden. Sinds 2010 presenteert Smit ook dagelijks het programma Wild van Muziek op Sterren 24. Daar was ze in december 2010 ook gastvrouw van de Sterren 24 Awards, samen met Kees Tol en Tim Douwsma.
Op 17 september 2010 werd de single Zie Wel Hoe Ik Thuis Kom van Jan Smit gelanceerd, waarop Monique Smit samen met haar broer op de B-kant met When You're Gone te horen is. Het duet Eén zomeravond met jou dat ze in 2011 uitbracht samen met Tim Douwsma, is een cover van het Italiaanse lied Sarà perché ti amo van Ricchi e Poveri. In 2013 namen Smit en Douwsma samen een album op en gingen ze in Nederland en België toeren.
Sinds 2017 is ze als presentatrice online te zien bij Telegraaf VNDG (Telegraaf Media Groep). In het najaar van 2018 maakte ze filmdebuut in de bioscoopfilm First Kiss.
Smit heeft drie kinderen.

## Discografie

### Albums
| Album met eventuele hitnotering(en) in de Nederlandse Album Top 100 | Datum van verschijnen | Datum van binnenkomst | Hoogste positie | Aantal weken | Opmerkingen     |
| ------------------------------------------------------------------- | --------------------- | --------------------- | --------------- | ------------ | --------------- |
| Stel je voor                                                        | 11-07-2008            | 19-07-2008            | 10              | 17           |                 |
| Verder                                                              | 18-06-2010            | 26-06-2010            | 27              | 8            |                 |
| Grenzeloos                                                          | 2013                  | 01-06-2013            | 7               | 12           | met Tim Douwsma |
| 2 Kleine kleutertjes                                                | 07-11-2014            |                       |                 |              | 2x Platina      |

### Singles
| Single met eventuele hitnotering(en) in de Nederlandse Top 40 | Datum van verschijnen | Datum van binnenkomst | Hoogste positie | Aantal weken | Opmerkingen                                                        |
| ------------------------------------------------------------- | --------------------- | --------------------- | --------------- | ------------ | ------------------------------------------------------------------ |
| Wild                                                          | 2007                  | 16-07-2007            | 11              | 10           | Nr. 4 in de Single Top 100                                         |
| Blijf je vanavond                                             | 2008                  | 21-06-2008            | 23              | 6            | Nr. 8 in de Single Top 100                                         |
| Vrouwenalfabet                                                | 2008                  | 20-09-2008            | tip3            | -            | Nr. 33 in de Single Top 100                                        |
| Stel je voor                                                  | 2008                  | 13-12-2008            | tip10           | -            | Nr. 46 in de Single Top 100                                        |
| Doe wat ik wil                                                | 2009                  | 04-07-2009            | tip4            | -            | Nr. 41 in de Single Top 100                                        |
| We gaan ervoor (kom maar op)                                  | 2010                  | -                     |                 |              | Nr. 56 in de Single Top 100                                        |
| Feest voor twee                                               | 2010                  | -                     |                 |              | Nr. 40 in de Single Top 100                                        |
| Maak je move                                                  | 2010                  | 25-09-2010            | tip9            | -            | Nr. 28 in de Single Top 100                                        |
| Eén zomeravond met jou                                        | 2011                  | -                     |                 |              | met Tim Douwsma / Nr. 13 in de Single Top 100                      |
| Een lange nacht                                               | 2011                  | -                     |                 |              | Nr. 92 in de Single Top 100                                        |
| 100.000 Stralende sterren                                     | 2012                  | -                     |                 |              | Nr. 66 in de Single Top 100                                        |
| Langzaam wordt het zomer                                      | 2013                  | -                     |                 |              | met Tim Douwsma / Nr. 7 in de Single Top 100                       |
| Even niet hier                                                | 2013                  | -                     |                 |              | met Tim Douwsma / Nr. 76 in de Single Top 100                      |
| Dromen van elkaar                                             | 2013                  | -                     |                 |              | met Tim Douwsma / Nr. 93 in de Single Top 100                      |
| Kerstmis vier je samen                                        | 2014                  | 13-12-2014            | tip25           | -            | als onderdeel van Eenmaal Voor Allen / Nr. 68 in de Single Top 100 |

### Dvd's
| Dvd's met hitnoteringen in de Nederlandse DVD Music Top 30 | Datum van verschijnen | Datum van binnenkomst | Hoogste positie | Aantal weken | Opmerkingen |
| ---------------------------------------------------------- | --------------------- | --------------------- | --------------- | ------------ | ----------- |
| 2 kleine kleutertjes                                       | 2015                  | 13-06-2015            | 1(23wk)         | 125*         |             |